# Gillian Chung
Pour les articles homonymes, voir Chung.
Gillian Chung (chinois : 鍾欣桐), est une actrice et chanteuse hongkongaise, née le 21 janvier 1981 à Hong Kong. Elle fait partie avec Charlene Choi, du groupe de cantopop Twins.

## Biographie
Chung est née à Hong Kong sous le nom de Chung-Dik saan puis rebaptisée Chung Ka-lai par sa famille peu de temps après. Son père décède alors qu'elle n'a qu'un an. Elle grandit d'abord dans une famille monoparentale, puis sa mère se remarie quelques années plus tard alors que Chung fréquente le lycée. Diplômée de l'université Kowloon True Light Middle School, elle a fréquenté brièvement l'école William Angliss à Melbourne en Australie, avant de décider quelque temps après de se faire appeler Gillian Chung.

### Filmographie
- 2002 : U-Man (Gwaai sau hok yuen) : Candy
- 2002 : The Monkey King (Chai tin dai sing suen ng hung) (série TV) : Ji Mei
- 2002 : Summer Breeze of Love (Che goh ha tin yau yee sing) : Kammy
- 2002 : If You Care... (Chin cheng sin sang) : Gillian
- 2002 : Just One Look (Yat luk che) : Decimator
- 2003 : Love Under the Sun
- 2003 : Happy Go Lucky (Dai yat dim dik tin hung) : Snow White
- 2003 : Triumph in the Skies (Chung seung wan siu) (série TV) : Cameo
- 2003 : The Twins Effect (Chin gei bin) : Gypsy
- 2003 : Colour of the Truth (Hak bak sam lam) : Katie Wang
- 2003 : The Spy Dad (Chuet chung tit gam gong) : Cream
- 2003 : The Death Curse (Goo chak sam fong fong) : Linda

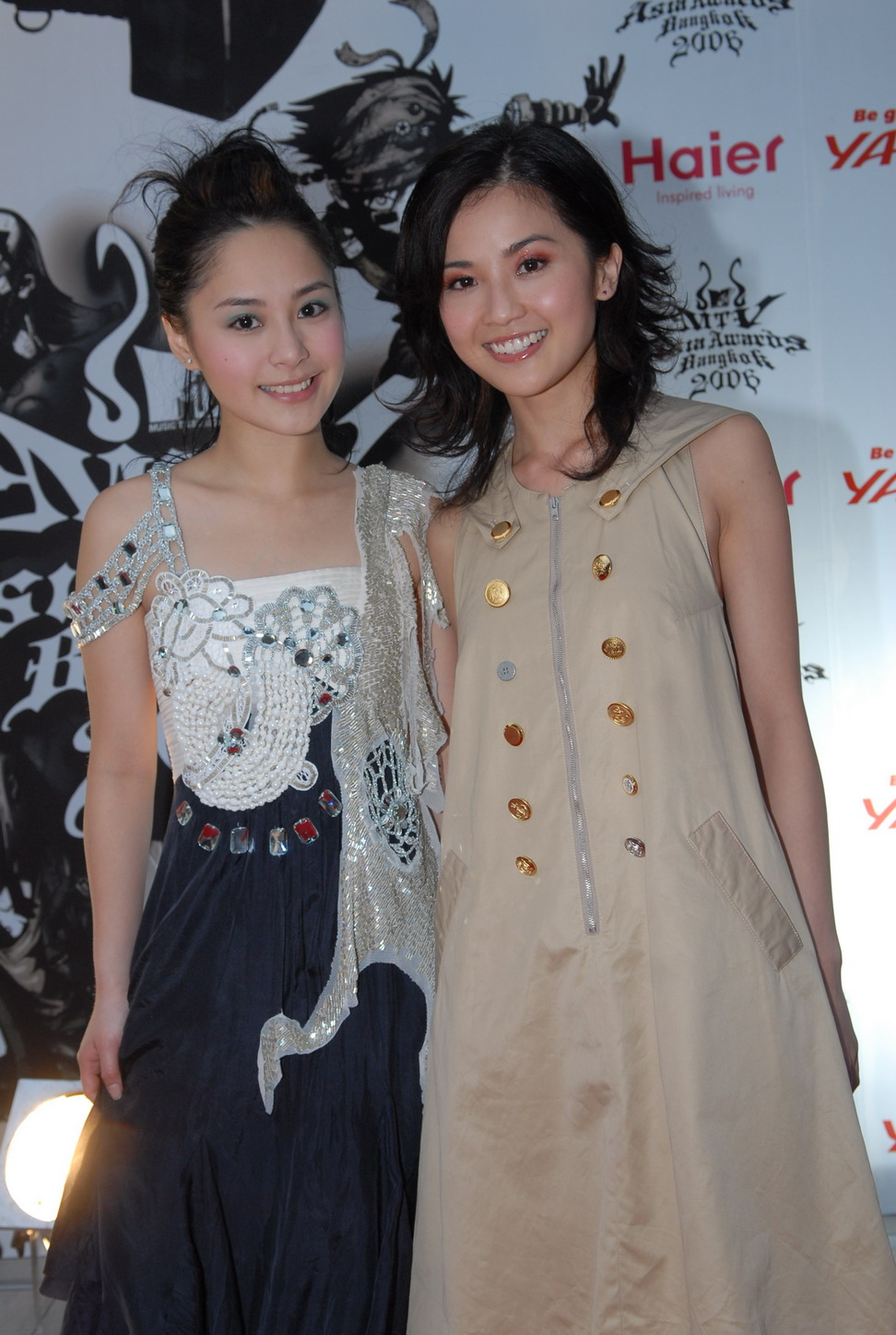
Gillian Chung à gauche et Charlene Choi à droite lors des MTV Asia Awards en 2006 à Bangkok, (Thaïlande).

- 2004 : Moving Targets (San jaat si hing) : Wing
- 2004 : Fantasia (Gwai ma kwong seung kuk) : Chopstick sister
- 2004 : Protégé de la rose noire (Gin chap hak mooi gwai) : Gillian Lu
- 2004 : Love on the Rocks (Luen ching go gup) : Mandy
- 2004 : Twins Effect 2 (Chin gei bin 2: Fa dou daai jin) : Blue Bird
- 2004 : Beyond Our Ken (Gung ju fuk sau gei) : Chan Wai Ching
- 2004 : Kung Fu Soccer (série TV) : Gill
- 2005 : House of Fury (Jing mo gaa ting) : Natalie Yue
- 2005 : Bug Me Not! (Chung buk ji) : Auntie
- 2006 : 49 Days (Sai chiu) : Siu Chin
- 2007 : Twins Mission (Seung chi sun tau) : Pearl
- 2007 : Naraka 19 (Dei yuk dai sup gau tsang) : Rain
- 2007 : Trivial Matters (Por see yee) : Wai
- 2013 : Ip Man : The Final Fight